# NGC 5228
NGC 5228 is een elliptisch sterrenstelsel in het sterrenbeeld Jachthonden. Het hemelobject werd op 1 mei 1785 ontdekt door de Duits-Britse astronoom William Herschel.

## Synoniemen
- UGC 8556
- MCG 6-30-43
- ZWG 190.26
- PGC 47837